# 27e corps mécanisé
Pour les articles homonymes, voir 27e corps d'armée.
Le 27e corps mécanisé est un corps mécanisé de l'Armée rouge. Stationné dans l'Ouzbékistan et le Turkménistan actuels après sa formation en mars 1941, le corps est déplacé vers l'ouest après l'invasion allemande de l'Union soviétique. À la suite de la réorganisation des corps mécanisés soviétiques, le 27e corps mécanisé est dissous avant de voir le combat.

## Historique

### Création
Le corps a été formé en mars 1941 à Mary dans le district militaire d'Asie centrale. Le corps comprenait la 9e division de chars précédemment formée à Mary et la nouvelle 53e division de chars à Kyzyl-Arvat, ainsi que la nouvelle 221e division motorisée à Samarcande. Le corps était commandé par le général de division Ivan Efimovitch Petrov.

### La Seconde Guerre mondiale
Le 22 juin 1941, lorsque l'opération Barbarossa commence, le corps était équipé de 356 chars. Le 25 juin, le corps a été alerté d'un mouvement vers l'ouest. Le 27 juin, le premier échelon de la 9e division de chars s'est déplacé vers l'ouest par chemin de fer, suivi du reste de la division. Passant par Tachkent et Orenbourg, le premier échelon de la division atteignit Voronej le 8 juillet. Le 8 juillet, l'état-major soviétique a décidé de dissoudre les corps mécanisés et de réorganiser les divisions de chars à la suite des lourdes pertes de chars dans les premiers jours de la guerre. Le quartier général de la division est arrivé à Voronej le 10 juillet. Le 27e corps mécanisé devait faire partie de la 28e armée  à Kirov. Le déchargement devait être effectué à la gare de Fayansovaya au nord de Kirov. Les trains transportant le corps ont commencé à arriver à la gare le lendemain, ne déchargeant que la nuit en raison de la supériorité aérienne allemande. De nombreux trains ont été retardés en raison de dommages aux voies ferrées, dont un bataillon de chars qui a été bloqué à la gare de Briansk pendant trois jours. Le 15 juillet, la concentration de la 9e division de chars était terminée avec 208 chars (principalement des T-26 et des BT-7 ). Dans le même temps, la 9e division de chars était devenue la 104e division de chars, la 53e division de chars la 105e division de chars et la 221e division motorisée la 106e division de chars. Le corps a été dissous le 15 juillet et la 106e division de chars est devenue la 106e division motorisée le 19 juillet ,.